# Holcencyrtus dennoi
Holcencyrtus dennoi is een vliesvleugelig insect uit de familie Encyrtidae. De wetenschappelijke naam is voor het eerst geldig gepubliceerd in 1980 door Gordh & Trjapitzin.